# Хуан Барбас
Хуан Алберто Барбас (на испански: Juan Alberto Barbas) е бивш аржентински футболист – дефанзивен полузащитник. Бил е част от клубове в Аржентина, Испания, Италия и Швейцария. През 2009 г. е мениджър на аржентинския Расинг.

## Клубна кариера
Първият клуб на Барбас е Расинг, в който играе от 1977 г. до 1982 г. Следват три години в испанския Реал Сарагоса, италианския Лече и швейцарските Локарно и ФК Сион, като в последния е шампион за сезон 1991-1992 г.
След още една година в Локарно се завръща в родината си, където играе в Хуракан, а по-късно в нискодивизионните Алварадо Мар Дел Плата и Ол Бойс, който е и последен в професионалната му кариера.

## Национален отбор
Барбас е част от юношеския национален тим на Аржентина, световен шампион през 1979 г. в Япония. За мъжкия отбор има 33 участия, включително участие на Световното първенство в Испания 1982 г.

## Мениджър
На 13 октомври 2009 г. Расинг официално подписва с Барбас, който замества на поста Рикардо Ломбарди.

## Титли
| Сезон     | Клуб                  | Титли                |
| --------- | --------------------- | -------------------- |
| 1979      | Аржентина (под 20 г.) | Световен шампион     |
| 1991-1992 | ФК Сион               | Шампион на Швейцария |